# Міністерство неджентльменської війни
«Міністерство неджентльменської війни» (англ. The Ministry of Ungentlemanly Warfare) — американський шпигунський бойовик режисера та сценариста Гая Річі, заснований на книзі Деміена Льюїса 2015 року.

## Синопсис
Фільм розповідає про Управління спеціальних операцій — таємну британську організацію, створену в 1940 році прем'єр-міністром Вінстоном Черчиллем для проведення шпигунських і диверсійних операцій в окупованій нацистами Європі під час Другої світової війни.

## У ролях
| Актор             | Роль                 |
| ----------------- | -------------------- |
| Генрі Кавілл      | Гас Марч-Філліппс    |
| Ейса Гонсалес     | Марджорі Стюарт      |
| Алан Рітчсон      | Андерс Лассен        |
| Генрі Голдінг     | Фредді Альварес      |
| Алекс Петтіфер    | Джоффрі Еппл'ярд     |
| Кері Елвес        | Бригадир Габбінс "М" |
| Тіль Швайґер      | Хайнріх Люр          |
| Гіро Файнс-Тіффін | Генрі Гаєс           |
| Бабс Олусанмокун  | містер Герон         |
| Рорі Кіннір       | Вінстон Черчилль     |
| Фредді Фокс       | Ян Флемінг           |

## Виробництво
У 2015 році Paramount Pictures придбала права на книгу Деміена Льюїса The Ministry of Ungentlemanly Warfare: How Churchill's Secret Warriors Set Europe Flaze and Gaveth to Modern Black Ops. У лютому 2021 року Гай Річі підписав контракт на постановку проекту за сценарієм Араша Амела та оригінальною презентацією Пола Тамасі та Еріка Джонсона, а продюсером фільму став Джеррі Брукхаймер. У жовтні 2022 року Генрі Кавілл і Ейза Гонсалес були затверджені на головні ролі, а Paramount більше не брала участь у проєкті. У лютому 2023 року було оголошено про додатковий кастинг, у тому числі Алана Річсона, Генрі Голдінга, Алекса Петтіфера та Кері Елвіса.
Виробництво розпочалося в лютому 2023 року в Туреччині, а зйомки проходили в Анталії.
У день початку зйомок було оголошено, що компанія Lionsgate придбала права на розповсюдження фільму в США, плануючи випустити його в широкий прокат десь у 2024 році, а Black Bear International продала права на міжнародну дистрибуцію в Європі, Латинській Америці, Австралії, Новій Зеландії, Канаді, Південній Африці, Індії та на паназійському платному ТБ компанії Prime Video.

## Сприйняття

### Касові збори
У Сполучених Штатах "Міністерство неджентльменської війни" вийшло в прокат одночасно з "Ебігейл" та "Spy × Family Code: White", і за прогнозами, мало зібрати 5–8 мільйонів доларів у 2845 кінотеатрах у перший вікенд. Фільм заробив 3,7 мільйона доларів у перший день, включаючи 1,45 мільйона доларів від попередніх показів. У підсумку він дебютував з 9 мільйонами доларів, посівши четверте місце після "Громадянської війни", "Ебігейл" та "Ґодзілла та Конґ: Нова імперія". У другий вікенд збори впали на 57%, склавши 3,86 мільйона доларів, і фільм посів шосте місце.

### Критика
На сайті-агрегаторі рецензій Rotten Tomatoes 68% із 165 рецензій критиків є позитивними, із середнім рейтингом 6,1/10. Консенсус веб-сайту говорить: "Перетворюючи правдиву історію зухвалих подвигів на високооктановий бойовик, що рясніє видовищем, хоч і не напругою, "Міністерство неджентльменської війни" є ще одним солідним доповненням до пантеону Гая Річі." Metacritic, який використовує середньозважене значення, присвоїв фільму 55 балів зі 100, на основі 38 рецензій критиків, що свідчить про "змішані або середні" відгуки. Глядачі, опитані CinemaScore, дали фільму середню оцінку "A−" за шкалою від A+ до F, а опитані PostTrak дали йому 88% позитивних оцінок.
Тім Грірсон написав для "Screen Daily": "Навіть поява [Яна] Флемінга (Фредді Фокс), який на той час був офіцером військово-морської розвідки, здається несуттєвою, милою виноскою, яка мало що додає. Як і більшість "Неджентльменської війни", цей відступ підкреслює марну спробу фільму втілити зухвалий дух цього гордо неотесаного загону командос. Результатом є самовдоволена, поверхнева екшн-комедія — повний провал місії."

## Випуск
Прем'єра фільму відбулася 13 квітня 2024 року в Нью-Йорку, а 19 квітня 2024 року фільм вийшов у широкий прокат у США.